# Bacanius camerunus
Bacanius camerunus är en skalbaggsart som beskrevs av Heinrich Bickhardt 1912. Bacanius camerunus ingår i släktet Bacanius och familjen stumpbaggar. Inga underarter finns listade i Catalogue of Life.